# Бітумоїди
Бітумо́їди (рос. битумоиды, англ. bitumoide; нім. Bitumoide pl) — компоненти органічних речовин порід, ґрунтів.
Входять до складу природних бітумів. Розрізняють синбітумоїди (сингенетичні вмісним породам) та епібітумоїди (мігруючі у вмісні породи з інших порід).
Бітумоїди розчиняються в органічних розчинниках.